# Природна Албанија
Природна Албанија (алб. Shqiperia Natyrale) је националистичка политичка партија у Албанији коју је 2010. године основао Кочо Данај.  Главни циљ странке је да предложи пацифичко решење за успостављање Велике Албаније.  